# جورج جوردان
جورج جوردان (مواليد 1872) هو مبارز بالسيف فرنسي، مثّل بلاده في الألعاب الأولمبية الصيفية 1900.

## روابط رياضية
جورج جوردان على موقع أوليمبيديا (الإنجليزية)